# Sametinget (Finland)

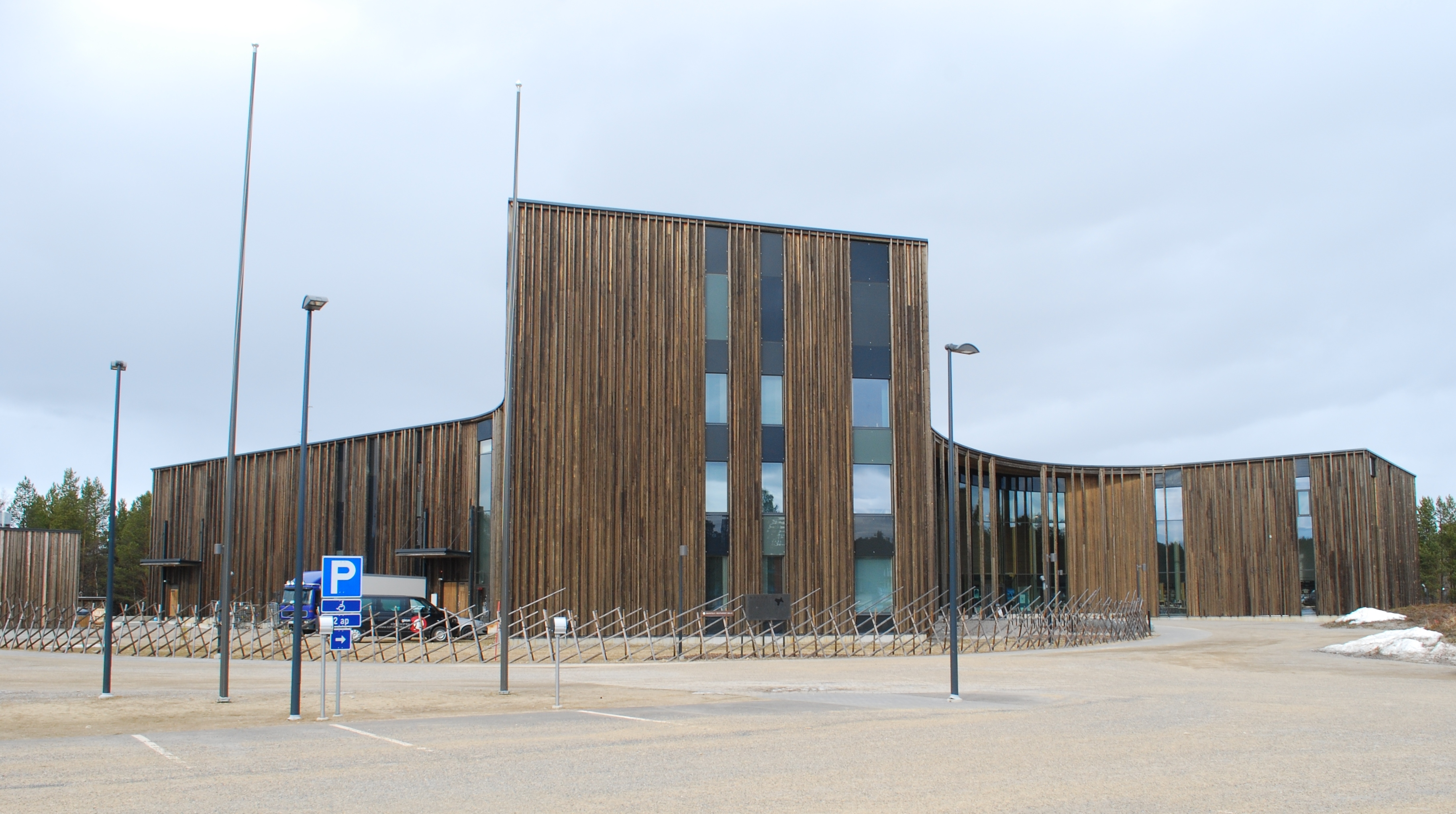
Sametingets lokaler i kulturcentrum Sajos i Enare

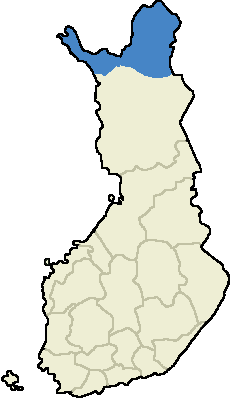
Samernas hembygdsområde.

Sametinget (enaresamiska: Sämitigge, finska: Saamelaiskäräjät, nordsamiska: Sámediggi, skoltsamiska: Sääʹmteʹǧǧ) är en parlamentarisk församling för samerna i Finland. Det är ett självständigt beslutande organ under Justitieministeriet.
Samerna i Finland, som uppskattas till 9 000, varav 3 600 i Samernas hembygdsområde, har kulturellt självstyre inom sitt hembygdsområde. Detta definieras som kommunerna Utsjoki, Enontekis, Enare och området för Lapplands renbeteslag i Sodankylä. Sametinget har ansvaret för detta självstyre, vilket innefattar frågor om språk, kultur, utbildning och läromedel samt utnyttjande av landområden.
Sametinget inrättades 1996 och avlöste då den år 1973 tillsatta Delegationen för sameärenden. Det har sitt säte i Enare och har 21 ledamöter och fyra suppleanter, vilka väljs för en fyraårsperiod. Var och en av de fyra kommunerna i hembygdsområdet ska representeras av minst tre representanter. Sametingen väljer en styrelse som består av ett presidium med en heltidsanställd ordförande och två vice ordförande samt fyra övriga sametingsledamöter. Sametinget har ett sekretariat i Enare med tre byråer: byrån för allmänna frågor, byrån för samiska språket samt utbildnings- och läromedelsbyrån.
Varje same som är myndig medborgare i Finland har rösträtt i val till sametinget. Som same räknas då var och en som själv räknar sig som same, under förutsättning att antingen han själv har, eller en av hans föräldrar eller mor- eller farföräldrar har haft ett av de samiska språken som första språk, eller att han är ättling till en person som varit uppförd som fjäll-, skogs- eller kustsame i jordeböcker eller mantalslistor. I det senaste valet, som hölls 2023, var valdeltagandet 51,6 procent. I det föregående valet, som hölls 1 oktober 2019, var valdeltagandet 48,58 procent.
Ett samarbete mellan de tre sametingen i Norge, Sverige och Finland sker genom det år 2000 upprättade Samiska parlamentariska rådet (nordsamiska: Sámi parlamentáralaš ráđđi).
Klemetti Näkkäläjärvi, som var 
ordförande i Sametinget 2008–2015, avgick i mars 2015 i protest mot att den definition av same som utarbetats för en ny sametingslag inte godkändes.
Sametinget ligger i kulturcentrum Sajos i Enare.

## Lista över ordföranden i Sametinget
| Nr | Namn                   | Namn                  | Tillträdde       | Avgick           |
| -- | ---------------------- | --------------------- | ---------------- | ---------------- |
| 1  | Pekka Aikio            | Pekka Aikio           | 1996             | 2008             |
| 2  | Klementti Näkkäläjärvi | Klemetti Näkkäläjärvi | 2008             | 28 mars 2015     |
| 3  | Tiina Sania-Aikio      | Tiina Sanila-Aikio    | 28 mars 2015     | 28 februari 2020 |
| 4  | Tuomas Aslak Juuso     | Tuomas Aslak Juuso    | 28 februari 2020 | 30 januari 2024  |
| 5  | Pirita Näkkäläjärvi    | Pirita Näkkäläjärvi   | 30 januari 2024  | Sittande         |